# Estados da Venezuela

Estados da Venezuela

Venezuela é dividida em 23 (estados), 1 Distrito Capital (Distrito Capital) e as Dependências Federais (Dependencias Federales de Ultramar) que consistem de um grande número de ilhas venezuelanas.

## Estados Históricos
Antes da Guerra Federal (1859–1863), a Venezuela foi dividida em províncias e não em estados. As forças vitoriosas deveriam conceder mais autonomia aos estados individuais, mas isso não foi implementado.
De 1863 até o início dos anos 1900, houve numerosas mudanças territoriais, incluindo a fusão e a divisão de estados, mas, desde então, até o final da década de 1990, os estados ficaram inalterados. No entanto, nos últimos anos, houve a criação de três novos estados: Delta Amacuro, Amazonas e Vargas (nessa ordem).

## Entidades federais
Abaixo, está uma lista dos 23 estados da Venezuela e do Distrito Capital. As entidades federais são listados juntamente com seus respectivos emblemas, dados e localização.
| Bandeira                                                  | Brasão | Entidade federal | Capital                          | População (2007 est.) | Área        | Região               | Localização |
| --------------------------------------------------------- | ------ | ---------------- | -------------------------------- | --------------------- | ----------- | -------------------- | ----------- |
|                                                           |        | Amazonas         | Puerto Ayacucho                  | 142 200               | 180 145 km² | Guayana              |             |
|                                                           |        | Anzoátegui       | Barcelona                        | 1 477 900             | 43,300 km²  | Nor - Oriental       |             |
|                                                           |        | Apure            | San Fernando de Apure            | 473 900               | 76 500 km²  | Llanos               |             |
|                                                           |        | Aragua           | Maracay                          | 1 665 200             | 7 014 km²   | Central              |             |
|                                                           |        | Barinas          | Barinas                          | 756 600               | 35,200 km²  | Andean               |             |
|                                                           |        | Bolívar          | Bolívar                          | 1 534 800             | 238 000 km² | Guayana              |             |
|                                                           |        | Carabobo         | Valencia                         | 2 227 000             | 4 650 km²   | Central              |             |
|                                                           |        | Cojedes          | San Carlos                       | 300 300               | 14 800 km²  | Central              |             |
|                                                           |        | Delta Amacuro    | Tucupita                         | 152 700               | 40 200 km²  | Guayana              |             |
|                                                           |        | Distrito Capital | Caracas                          | 5 240 320             | 433 km²     | Capital              |             |
|                                                           |        | Falcón           | Coro                             | 901 500               | 24 800 km²  | Central - Occidental |             |
|                                                           |        | Guárico          | San Juan de Los Morros           | 745 100               | 64 986 km²  | Llanos               |             |
|                                                           |        | Lara             | Barquisimeto                     | 1 795 100             | 19 800 km²  | Central - Occidental |             |
|                                                           |        | Mérida           | Mérida                           | 843 800               | 11 300 km²  | Andean               |             |
|                                                           |        | Miranda          | Los Teques                       | 2 857 900             | 7 950 km²   | Capital              |             |
|                                                           |        | Monagas          | Maturín                          | 855 300               | 28 930 km²  | Nor - Oriental       |             |
|                                                           |        | Nueva Esparta    | La Asunción                      | 436 900               | 1 150 km²   | Insular              |             |
|                                                           |        | Portuguesa       | Guanare                          | 873 400               | 15 200 km²  | Central - Occidental |             |
|                                                           |        | Sucre            | Cumaná                           | 916 600               | 11 800 km²  | Nor - Oriental       |             |
|                                                           |        | Táchira          | San Cristóbal                    | 1 177 300             | 11 100 km²  | South - Occidental   |             |
|                                                           |        | Trujillo         | Trujillo                         | 711 400               | 7 400 km²   | Andean               |             |
|                                                           |        | Vargas           | La Güaira                        | 332 900               | 1 496 km²   | Capital              |             |
|                                                           |        | Yaracuy          | San Felipe                       | 597 700               | 7 100 km²   | Central - Occidental |             |
|                                                           |        | Zulia            | Maracaibo                        | 3 620 200             | 63 100 km²  | Zulian               |             |
| Estado nominal cujo território é controlado pela Guiana : |        |                  |                                  |                       |             |                      |             |
|                                                           |        | Guiana Essequiba | Tumeremo (centro administrativo) | 128 000               | 159 542km²  |                      |             |

## Áreas de estatuto especial
| Area                  | Capital city             | Population (2007 est.) | Area    |
| --------------------- | ------------------------ | ---------------------- | ------- |
| Distrito Capital      | Caracas                  | 2,085,500              | 433 km² |
| Dependências Federais | Los Roques (arquipélago) | 15,420                 | 342 km² |

## Organização municipal
As entidades federais da Venezuela estão subdivididos em municípios (em espanhol, municipios). Cada município pode corresponder a uma ou mais cidades. Os municípios são as unidades fundamentais de governo local na Venezuela.